# 441-й винищувальний авіаційний полк ППО (СРСР)
441-й винищувальний авіаційний полк ППО (441 ВАП ППО, пп 49678) — авіаційний полк Червоної армії, що брав участь в радянсько-німецькій війні. Полк брав участь в обороні Москви з перших днів битви. Забезпечував прикриття тилових об'єктів Калінінського, Ленінградського, 1-го Прибалтійського, 2-го Прибалтійського фронтів.

## Історія
В перші місяці війни ДКО і Ставка Верховного Головнокомандування здійснила ряд заходів для підсилення і вдосконалення ППО Москви.
Так в період 12.08.1941-01.09.1941 був сформований 441-й вап на базі Ярославської школи стрільців-бомбардирів по штату 015/174, який передбачав 2 авіаескадрилії по 9 машин і 2 машини в управління полку, на літаках І-153 та МіГ-3.
В діючій армії з 1.9.41-1.1.45
На початку війни 441-й винищувальний авіаполк Військ ППО території країни охороняв Ярославль, його промислові об'єкти, нафтобазу, найбільший міст через Волгу, а також залізничні вузли міст Ржева і Калініна. Полк був вкомплектований в основному молодим льотним складом.
До березня 1942 року замісником командира полку був Маренков Констянтин Васильович. В складі полку він особисто збив 1 винищувач Me-109. З липня 1942 року полком командує Каріх Георгій Павлович.
В червні 1943 року полк збив три літаки противника.
28 грудня 1943 року полк був переформований по штату 015/325.
Полк виконував спеціальні завдання Командування Фронту з прикриття особливо важливих літерних поїздів. В січні 1944 року за прикриття особливо важливих літерних поїздів Головним Маршалом артилерії Вороновим всьому особовому складу полку була виражена подяка. Загалом полк супроводжував 6 літерних поїздів: Січень 1944 р. — 2 поїзди, Лютий 1944 р. — 2 поїзди, Квітень 1944 р. — 2 поїзди, по маршруту: 3 поїзди Нелідово — Великі Луки, 3 поїзди Великі Луки-Ст. Нелідово, здійснивши 37 літако-вильотів, з нальотом 40 годин 27 хвилин.
Спроби використовувати штурмову версію «Харікейнів» IID виявилися безуспішними — Іл-2 був більш придатним як штурмовик. Тому було вирішено використовувати IID в системі ППО тилових районів проти тихохідних бомбардувальників. Наприкінці 1943 року дані машини й передали в 441 вап 106 дивізії ППО, а також деякілька літаків серії Mk IV. В 1943–1944 роках ці машини декілька разів піднімались на перехоплення, але зазвичай безрезультатно. Командир полку неодноразово просив пересадити його полк на Як-9, на яких літали решта полків дивізії, що врешті-решт і було зроблено.
Замісник командира по політичній частині — майор Халявін Павло Федорович.
Комсорг бюро ВЛКСМ 441 винищувального авіаційного полку — молодший лейтенант Сіндяков Борис Федорович.
Парторг партійного бюро 441 винищувального авіаційного полку — капітан Гудзь Олексій Якович.
Командир ланки — лейтенант Станога Микола Григорович.
441 авіаційний полк був першим зі складу 106 вад, який був переданий 125-й винищувальній авіадивізії, штаб якої знаходився в Каунасі. В березні 1946 року відбулася передача 33-го винищувального авіаполку теж зі складу 106-ї вад до 125-ї вад для заміни 441 вап, який до того часу залишив 125-ту дивізію.

### Повоєнна історія полку
Наприкінці 1945-го року почалась передислокація формувань ППО вглиб країни. Так, в грудні 1945-го року полк був переданий в 328-му вад, штаб якої знаходився в місті Мінськ. У вересні 1948 року відбувся обмін полками між 328-ю вад та 3-ю гвад: 137-й гвардійський винищувальний Мінський Червонопрапорний полк направили на місце 441-го полку.
В період з 19 грудня 1950 року по 26 січня 1951 року полк розпочав освоєння реактивних винищувачів МіГ-15. На початку 50-х років полк також експлуатував літаки Ту-4 і входив до складу 52-ї повітряної армії ППО, що підпорядковувалась Московському району ППО. Дислокувався в місті Брянську.
30 травня 1961 року 441-й винищувальний авіаполк був розформований.

## Список повітряних перемог
Збито літаків противника — 25
| Список повітряних перемог 441 винищувального авіаполку | Список повітряних перемог 441 винищувального авіаполку | Список повітряних перемог 441 винищувального авіаполку | Список повітряних перемог 441 винищувального авіаполку | Список повітряних перемог 441 винищувального авіаполку                     | Список повітряних перемог 441 винищувального авіаполку |
| № п/п                                                  | Дата перемоги                                          | Тип збитого літака                                     | Тип літака-переможця                                   | Місце перемоги                                                             | Пілот                                                  |
| ------------------------------------------------------ | ------------------------------------------------------ | ------------------------------------------------------ | ------------------------------------------------------ | -------------------------------------------------------------------------- | ------------------------------------------------------ |
| 1                                                      | до 6.03.1942                                           | Ме-109                                                 |                                                        |                                                                            | Маренков К. В.                                         |
| 2                                                      | 19.03.1942                                             | Ме-110                                                 | «Харікейн»                                             | Курово, Калінінський район, Калінінська область, (РРФСР)                   | Пічугін Є. І.                                          |
| 3                                                      | 13.04.1943                                             | Ju-88D-1 5.(F)/122                                     | Ла-5                                                   | Мала Вішера, Ленінградська область, (РРФСР)                                | Тищенко М. В.                                          |
| 4                                                      | 06.1943                                                |                                                        |                                                        |                                                                            |                                                        |
| 5                                                      | 06.1943                                                |                                                        |                                                        |                                                                            | ?? Михайлик В. А. ??                                   |
| 6                                                      | 22.08.1943                                             | Ju-88                                                  | Ла-5                                                   |                                                                            | Тищенко М. В.                                          |
| 7                                                      | 28.02.1944                                             | Ju-88                                                  | Як-7б, Як-7б                                           | Новоржев, Ленінградська область (РРФСР)                                    | Григор'єв, Передній                                    |
| 8                                                      | 7.03.1944                                              | Ju-88                                                  | Ла-5                                                   | оз. Лосно, Пустошкінський район, Калінінська область (РРФСР)               | Сєргєєв С. С.                                          |
| 9                                                      | 7.03.1944                                              | Ju-88                                                  | Як-7б, Як-7б                                           | Морозово, Невельский район, Калінінська область (РРФСР)                    | Баюл А. Ф., Хрустальов (33 ВАП)                        |
| 10                                                     | 23.03.1944                                             | Ju-88                                                  |                                                        | Борюсово, Невельский район, Калінінська область (РРФСР)                    | Новінський Г. І.                                       |
| 11                                                     | 27.03.1944                                             | Ju-88                                                  | Як-7б                                                  | півн.-зах станції Сердце, Великолуцький район, Калінінська область (РРФСР) | Іонов О. О.                                            |
| 12                                                     | 27.03.1944                                             | Ju-88                                                  |                                                        | Бондуки, Пустошкінський район, Калініська область (РРФСР)                  | Сєргєєв С. С.                                          |
| 13                                                     | 01.04.1944                                             | Ju-88                                                  | Ла-5                                                   | район озера Большой Вал, Псковська область (РРФСР)                         | Ташхаджаєв А. Х.                                       |
| 14                                                     | 10.06.1944                                             | Ju-88                                                  |                                                        | Мірітініци, Локнянський район, Калінінська область (РРФСР)                 | Власенко І. С.                                         |
| 22                                                     | 21.06.1944                                             | Ju-88                                                  | Ла-5, Ла-5                                             | Селіваново, Новоржевський район, Ленінградська область (РРФСР)             | Грігор'єв В. Д., Баюл О. Ф.                            |
| 23                                                     | 29.06.1944                                             | Ju-88                                                  | Ла-5                                                   | Козьяни, Ушацький район, Вітебська область (БРСР)                          | Ташхаджаєв А. Х.                                       |
| 24                                                     | 29.06.1944                                             | Ju-88                                                  | Ла-5                                                   | район оз. Бєлогулі, Пушкіногорський район, Ленінградська область (РРФСР)   | Нестеров І. І.                                         |
| 25                                                     | 5.07.1944                                              | Ju-88                                                  | Ла-5                                                   | Байцерово, Городоцький район, Вітебська область (БРСР)                     | Власенко І. С.                                         |

Легенда:

## Повна назва
- 441-й винищувальний авіаційний полк протиповітряної оборони

## Підпорядкування[8]
| Дата                              | Фронт (округ)                           | Армія                                    | Корпус                                   | Дивізія                                              | Примітка                          |
| --------------------------------- | --------------------------------------- | ---------------------------------------- | ---------------------------------------- | ---------------------------------------------------- | --------------------------------- |
| 01.09.1941 року                   | Московська зона ППО                     | Калінінський бригадний район ППО         |                                          |                                                      | В діючій армії                    |
| 01.10.1941 року                   | Московський військовий округ            |                                          |                                          |                                                      |                                   |
| 01.11.1941 року                   | Московський військовий округ            |                                          | 6-й винищувальний авіаційний корпус ППО  |                                                      |                                   |
| 01.12.1941 року                   | Московський військовий округ            |                                          | 6-й винищувальний авіаційний корпус ППО  |                                                      |                                   |
| 01.01.1942 року                   | Московський військовий округ            | Рибінсько-Ярославський дивізіонний район |                                          | 147-ма винищувальна авіаційна дивізія ППО            |                                   |
| 01.02.1942 року                   | Московський військовий округ            | Рибінсько-Ярославський дивізіонний район |                                          | 147-ма винищувальна авіаційна дивізія ППО            |                                   |
| 01.03.1942 року                   | Північно-Західний фронт                 | Бологоєвський дивізіонний район          |                                          | 106-та винищувальна авіаційна дивізія ППО            |                                   |
| 01.04.1942 року                   | Північно-Західний фронт                 | Бологоєвський дивізіонний район          |                                          | 106-та винищувальна авіаційна дивізія ППО            |                                   |
| 01.05.1942 року — 01.06.1943 року | Північно-Західний і Калінінський фронти | Бологоєвський дивізіонний район          |                                          | 106-та винищувальна авіаційна дивізія ППО            |                                   |
| 01.07.1943 року — 01.04.1944 року | Західний фронт ППО                      | Бологоєвський дивізіонний район          |                                          | 106-та винищувальна авіаційна дивізія ППО            |                                   |
| 01.05.1944 року                   | Північний фронт ППО                     | 81-ша дивізія ППО                        |                                          | 328-ма винищувальна авіаційна дивізія ППО            |                                   |
| 01.06.1944 року                   | Північний фронт ППО                     |                                          | 2-й корпус ППО                           | 106-та винищувальна авіаційна дивізія ППО            |                                   |
| 01.01.1945                        | Західний фронт ППО                      |                                          | 2-й корпус ППО                           | 106-та винищувальна авіаційна дивізія ППО            | Виключений зі складу діючої армії |
| 01.05.1945 року                   | Західний фронт ППО                      |                                          |                                          | 125-та винищувальна авіаційна дивізія ППО            |                                   |
| 01.06.1945 року                   | Західний фронт ППО                      |                                          | 13-й корпус ППО                          | 125-та винищувальна авіаційна дивізія ППО            |                                   |
| 01.12.1945 року                   | Північно-Західний округ ППО             |                                          | 14-й корпус ППО                          | 328-ма винищувальна авіаційна дивізія ППО            |                                   |
| −08.07.1946 року                  | Північно-Західний округ ППО             | 20-та повітряна винищувальна армія       | 14-й корпус ППО                          | 328-ма винищувальна авіаційна дивізія ППО            |                                   |
| 09.1948 року                      | Московський район ППО                   | 19-та повітряна винищувальна армія ППО   | 32 ВАК ППО                               | 3-тя гвардійська винищувальна авіаційна дивізія      |                                   |
| 1949 рік                          | Московський район ППО                   | 19-та повітряна винищувальна армія ППО   | 32 ВАК ППО                               | 98-ма гвардійська винищувальна авіаційна дивізія ППО |                                   |
| 1950 року                         | Московський район ППО                   | 64-та винищувальна повітряна армія ППО   | 32 ВАК ППО                               | 98-ма гвардійська винищувальна авіаційна дивізія     |                                   |
| 10.1952 року                      | Московський район ППО                   | 64-та винищувальна повітряна армія ППО   | 78 гв. ВАК ППО                           | 98-ма гвардійська винищувальна авіаційна дивізія     |                                   |
| 1953 року                         | Московський район ППО                   | 52-га винищувальна повітряна армія ППО   | 78-й винищувальний авіаційний корпус ППО | 98-ма гвардійська винищувальна авіаційна дивізія ППО |                                   |
| 1953 року — 20.08.1954 року       | Центральний район ППО                   | 52-га винищувальна повітряна армія ППО   | 78-й винищувальний авіаційний корпус ППО | 98-ма гвардійська винищувальна авіаційна дивізія ППО |                                   |
| 20.08.1954 року — 05.1960         | Московський округ ППО                   | 52-га винищувальна повітряна армія ППО   | 78-й винищувальний авіаційний корпус ППО | 98-ма гвардійська винищувальна авіаційна дивізія ППО |                                   |
| 05.1960 — 30.05.1961 року         | Московський округ ППО                   |                                          | 7-й корпус ППО?                          |                                                      |                                   |

## Нагороджені льотчики
| Нагорода    | П. І. Б.                       | Посада                                                                      | Звання                     | Дата нагородження      | Дані про вильоти | Примітка |
| ----------- | ------------------------------ | --------------------------------------------------------------------------- | -------------------------- | ---------------------- | ---------------- | --- |
| (посмертно) | Пічугін Євген Іванович         | пілот                                                                       | молодший лейтенант         | 14.03.1943             | 82               | 19.03.1942 здійснив таран |
|             | Каріх Георгій Павлович         | командир полку                                                              | майор підполковник         | 17.08.1943 17.02.1945  |                  | 27.3.1944 року збив Ю-88 |
|             | Федоров Арсентій Федорович     | замісник командира полку, він же штурман полку                              | майор                      | 17.02.1945             | 138              | |
|             | Баюл Олександр Федорович       | старший льотчик 3 АЕ                                                        | лейтенант                  | 7.10.1944 5.7.1944     | 50               | Збив 2 літаки розвідники «Ю-88»                                                                                                |
|             | Васюков Володимир Олексійович  | старший льотчик 2 АЕ                                                        | лейтенант                  | 18.08.1945             | 38               | Провів 2 повітряних бої |
|             | Григор'єв Віктор Дмитрович     | командир ланки 2 АЕ замісник командира 2 АЕ він же штурман полку            | Лейтенант                  | 8.7.1943 29.08.1944    | 41 61            | За збитий особисто 1 літак Фокке-Вульф 190 і 1 в парі. 28.02.1944 збив «Ю-88» в парі з лейтенантом Переднім. ЛАГГ-3 Ла-5 Як-7б |
|             | Савченко Володимир Тимофійович | командир ланки 2 АЕ                                                         | Лейтенант                  | 07.07.1945             | 17               | |
|             | Тищенко Мусій Васильович       | Замісник командира 1-ї АЕ, командир 1-ї АЕ                                  | старший лейтенант, капітан | 30.04.1943 17.02.1945  | 266              | 13.4.43 збив «Ю-88». Особисто збив 3 літаки противника, 2 — в парі.                                                            |
|             | Коновалов Кузьма Акімович      | старший технік 2 АЕ, він же замісник командира АЕ по експлуатації           | старший технік-лейтенант   | 17.02.1945             | -                | забезпечив можливість льотному складу збити 9 літаків розвідників противника.                                                  |
|             | Власенко Іван Самуілович       | Старший льотчик 1 ескадрильї                                                | лейтенант                  | 17.02.1945             | 80               | 10.06.44 збив «Ю-88». 05.07.44 збив «Ю-88»                                                                                     |
|             | Ташхаджаєв Азіз Шахімхаджаєвич | Замісник командира 1 АЕ                                                     | Старший лейтенант          | 17.02.1945             |                  | 01.04 та 29.06.44 збив 2 літаки «Ю-88» на Ла-5                                                                                 |
|             | Передній Іван Дмитрович        | командир ланки 2-ї АЕ, командир 2-ї АЕ                                      | лейтенант, ст. лейтенант   | 24.03.1944, 17.08.1945 | 88               | 28.02.1944 року збив розвідник «Ю-88»                                                                                          |
| (посмертно) | Рильков Віктор Ігнатович       | старший льотчик                                                             | молодший лейтенант         |                        | 24               | 08.04.1944 року збив розвідник «Ю-88». Помер від контузії 3.10.1944 р.                                                         |
| (посмертно) | Сєргєєв Сергій Сергійович      | командир авіаційної ланки 1-ї АЕ замісник командира АЕ він же штурман полку | лейтенант                  | 19.03.1944 21.06.1944  | 60               | 07.03.1944 збив «Ю-88» 27.03.1944 збив «Ю-88» і загинув. ЛАГГ-3 Ла-5                                                           |
|             | Новінський Георгій Іванович    | Командир 2 АЕ                                                               | капітан                    | 07.04.1944             | 178              | В липні 1943 року збив ДО-217. 23.3.1944 року збив Ю-88 До цього в 875 ОЗАП. Помер від хвороби 21 січня 1945.                  |

| Нагорода                                        | П. І. Б.                       | Посада                                      | Звання                                                     | Дата нагородження     | Забезпечив вильотів                                      |
| ----------------------------------------------- | ------------------------------ | ------------------------------------------- | ---------------------------------------------------------- | --------------------- | -------------------------------------------------------- |
| Медаль «За бойові заслуги»                      | Абрамов Микола Иванович        | моторист авіаційний                         | молодший сержант технічної служби                          | 18.04.1945            | 762                                                      |
| Медаль «За бойові заслуги» Медаль «За відвагу»  | Азаров Іван Кузьмич            | механік авіаційний 1 АЕ                     | старший сержант технічної служби старшина технічної служби | 15.02.1944 18.04.1945 | 108                                                      |
| Орден Червоної Зірки                            | Андрєєв Михайло Максимович     | технік авіаційної ланки 1 АЕ                | технік-лейтенант                                           | 23.02.1945            | 982                                                      |
| Медаль «За бойові заслуги»                      | Арапов Пилип Іванович          | механік авіаозброєння                       | старшина                                                   | 5.10.1944             | 817                                                      |
| Медаль «За бойові заслуги» Орден Червоної Зірки | Бабін Іван Сергійович          | технік авіаційної ланки 2 АЕ                | технік-лейтенант                                           | 06.11.1943 07.07.1945 | Ланкою знищено 6 літаків                                 |
| Медаль «За бойові заслуги» Орден Червоної Зірки | Бугров Дмитро Миколайович      | технік авіаційної ланки 1 АЕ                | технік-лейтенант                                           | 21.02.1944 26.04.1945 | 353 Ланкою знищено 3 літаки 358 Ланкою знищено 5 літаків |
| Медаль «За бойові заслуги»                      | Вересов Василь Захарович       | механік авіаозброєння 1 АЕ                  | старшина                                                   | 28.03.1943            |                                                          |
| Медаль «За бойові заслуги»                      | Григор'єв Олександр Тихонович  | майстер авіаозброєння                       | старший сержант                                            | 5.10.1944             | 783                                                      |
| Медаль «За бойові заслуги»                      | Грабусов Олександр Миколайович | начальник відділення стройового і кадрів    | старший лейтенант а. с.                                    | 03.11.1944            |                                                          |
|                                                 | Касілович Сергій Ігнатович     | Помічник командира по експлуатації          | інженер-капітан                                            |                       |                                                          |
| Орден Червоної Зірки                            | Кудінов Олександр Миколайович  | технік авіаційної ланки 3 АЕ                | молодший технік-лейтенант                                  | 23.02.1945            | 763                                                      |
| Медаль «За бойові заслуги»                      | Кузнецов Микола Олександрович  | технік по озброєнню 1-ї АЕ                  | технік-лейтенант                                           | 1943                  | ?                                                        |
| Медаль «За бойові заслуги»                      | Нефьодов Дмитро Миронович      | механік авіаційний                          | старший сержант технічної служби                           | 5.10.1944             | 103                                                      |
| Медаль «За бойові заслуги»                      | Нургалієв Галімжан             | моторист авіаційний                         | старший сержант технічної служби                           | 5.10.1944             | 145                                                      |
| Медаль «За бойові заслуги»                      | Прокоп'єв Петро Сергійович     | механік авіаприладів і кисневого обладнання | сержант технічної служби                                   | 5.10.1944             | 932                                                      |
| Медаль «За бойові заслуги»                      | Семенов Сергій Ілліч           | майстер авіаозброєння                       | старший сержант технічної служби                           | 5.10.1944             | 817                                                      |
| Медаль «За бойові заслуги»                      | Смірнова Людмила Григорівна    | укладальниця парашутів                      | молодший сержант технічної служби                          | 5.10.1944             | 783 парашута                                             |
| Медаль «За відвагу»                             | Соколов Михайло Федорович      | механік авіаційний 1АЕ                      | старший сержант технічної служби                           | 7.07.1944             | 121                                                      |
| Медаль «За бойові заслуги»                      | Соловйова Раіса Львівна        | майстер авіаприладів і кисневого обладнання | молодший сержант технічної служби                          | 20.06.1945            | 765                                                      |
| Медаль «За бойові заслуги»                      | Штерн Яків Якович              | механік авіаційний                          | старший сержант                                            | 25.03.1943            | —                                                        |

## Цікаві факти
- В 441 вап на посаді замісника командира полку з 1941 по березень 1942 року проходив службу основний інструктор Василя Сталіна в Качинському училищі — Маренков Констянтин Васильович.
- У полку в різний час проходили службу 2 радянських льотчиків-асів. Так з 9 липня до 11 листопада 1943 року на посаді командира ескадрильї служив майбутній ас Суріков Федір Христофорович (10 збитих літаків). Він в полку літав на літаках ЛаГГ-3 та Ла-5. З квітня по липень 1944 року штурманом полку був льотчик-винищувач Вєрніков Яків Ілліч, на рахунку якого за період війни було 15 збитих особисто літаків, а також 1 збитий в парі.

## Командування

### Командир полку
- 1-й: 1941—1942
- 2-й: майор, підполковник Георгій Павлович КАРІХ 07.1942 — 1946
- 3-й: підполковник Олексій Іванович НЕГОДА 1946 —

### Начальник штабу
- майор Петро Андрійович ЧАГАН — 09.1943
- майор Прохор Семенович САВЧЕНКО 09.1943 —
- Павло Сергійович ЧАПЛИГІН 04.1952 —

### Російською мовою
- Владимир Анохин, Михаил Быков. Все истребительные авиаполки Сталина. Первая полная энциклопедия. — Яуза-пресс, 2014. — 944 с. — ISBN 978-5-699-67104-5.